# María de Padilla

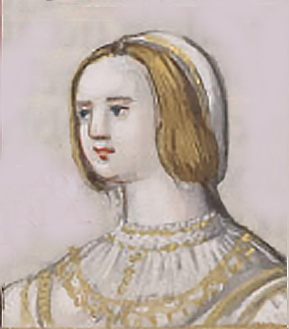
María de Padilla

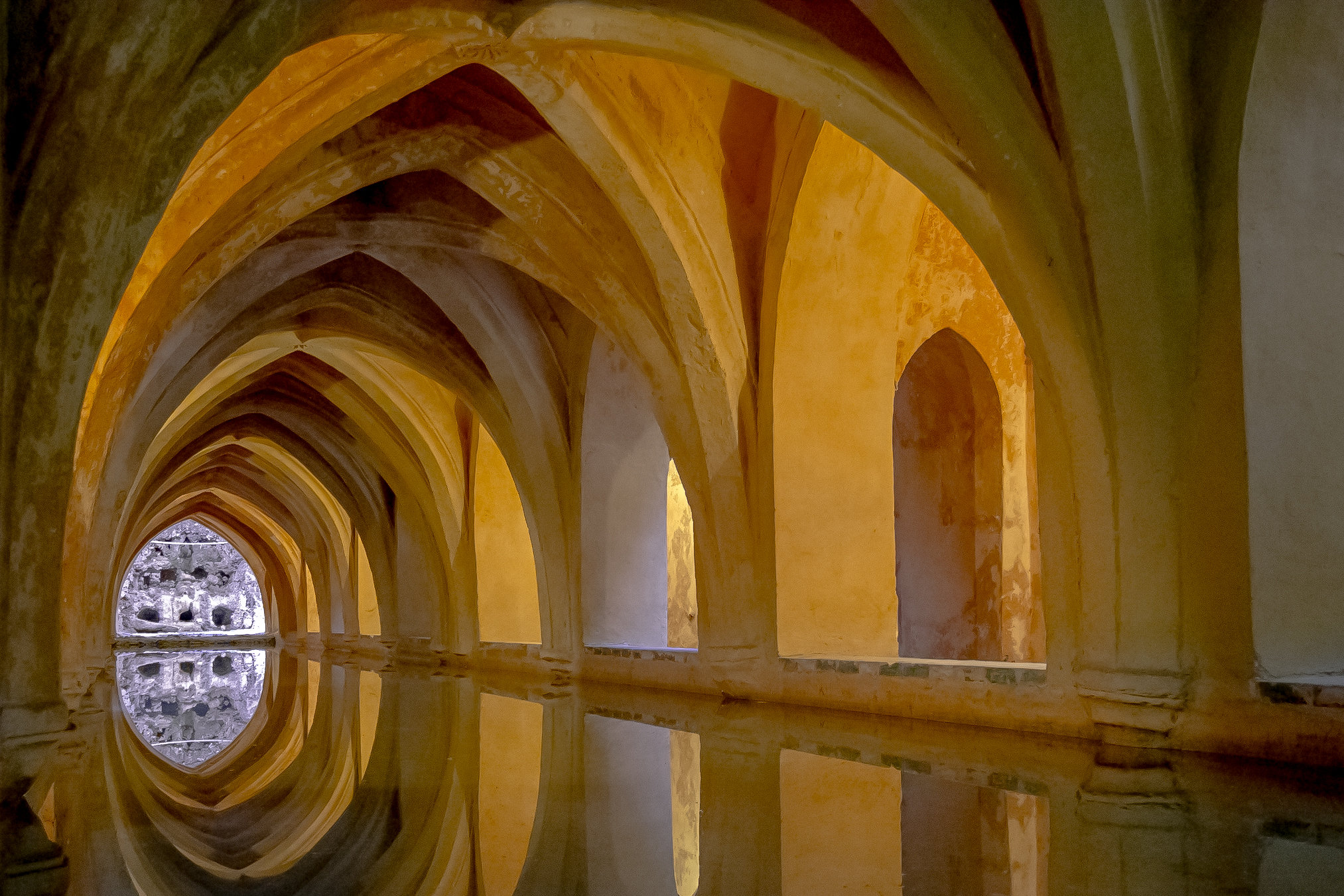
Bäder der María de Padilla im Alcázar von Sevilla

Doña María Díaz de Padilla (* 1334; † 1361 in Sevilla) war eine kastilische Adlige und Mätresse von Peter I. dem Grausamen, König von Kastilien und León.

## Leben
Maria war die Tochter von Juan García de Padilla, 1. Señor de Villagera, und seiner Frau María Fernández de Henestrosa. Sie stammte aus einer konvertierten jüdischen Familie.
Im Juni 1353 heiratete König Peter unter dem Druck seiner Mutter und des Hofes die französische Prinzessin Blanche von Bourbon (1339–1361), zweite Tochter des Herzogs Peter I. von Bourbon. Kurz darauf ließ er sie jedoch verhaften und lebte wieder mit seiner Geliebten Maria de Padilla zusammen, die er 1353 heiratete (Ehe zur linken Hand). Diese Handlung hatte weitreichende Folgen: der Papst, der Klerus und der Hochadel wandte sich von ihm ab. Die Begünstigung ihrer Brüder durch König Peter empörte auch den Adel. Aus der Beziehung gingen vier Kinder hervor und María de Padilla erreichte sogar durch falsche Priestereide die Legitimierung ihrer Töchter.
- Beatrix (1353–1400), Nonne
- Konstanze (1354–1394) ⚭ 1371 John of Gaunt, 1. Duke of Lancaster
- Isabella (1355–1393) ⚭ 1372 Edmund of Langley, 1. Duke of York
- Alfons (1359–1362)

Ihr wird die Stiftung eines Klarissenkonvent in Astudillo (heutige Provinz Palencia) zugeschrieben. Sie starb 1361, nach Auskunft des zeitgenössischen Geschichtsschreibers Pedro López de Ayala (1332–1407) angeblich aus Betrübtheit über die kurz zuvor gestorbene (ggf. auch ermordete) rechtmäßige Frau Peters.

## Erwähnenswertes
Sie ist die Titelfigur von Jacques-François Ancelots Tragödie Maria Padilla, auf der die 1841 uraufgeführte Oper Maria Padilla von Gaetano Donizetti beruht.